# Danh sách công ty Pháp
Dưới đây là bản danh sách các công ty, tập đoàn đến từ nước Pháp. Để có thêm thông tin về các loại hình thực thể doanh nghiệp tại quốc gia này và tên viết tắt của chúng, hãy xem "Các thực thể doanh nghiệp tại Pháp".

## A
- Alstom
- Altran
- Apave Asia Pacific
- Antefilms Production
- Arcelor-Mittal
- Areva
- Arianespace
- Arkane Studios
- Atlas Telecom
- Atos Origin
- Auchan
- Automobiles Venturi
- AXA

## B
- Baccarat
- Beurger King Muslim
- BIC
- BNP Paribas
  - BNP Paribas Hong Kong
- Bolloré
- Bouygues
  - Bouygues Télécom
- Breguet, chủ sở hữu là The Swatch Group
- Brittany Ferries
- Bugatti văn phòng tại Pháp nhưng hiện nay có chủ sở hữu là tập đoàn Volkswagen của Đức.
- Bull

## C-D
- Canal+
- Capgemini
- Carrefour
- Cartier SA
- Casino Guichard
- Ceca specialty chemicals
- Chantelle
- Christian Dior
- CMA CGM
- Crédit Agricole
  - Calyon
  - CLSA
  - Crédit Lyonnais
- Crédit Foncier de France
- Cyfac
- Danone
- Dassault Group
  - Dassault Aviation
  - Dassault Systemes
- DCN
- Dexia
- Diptyque

## E-K
- EADS
  - EADS Astrium
  - EADS Astrium Space Transportation
- Éditions Philippe Amaury
  - Amaury Sport Organisation
- Électricité de France (EDF)
- Essilor
- Eurotunnel
- France Télécom
  - Orange
- Galeries Lafayette
- Havas
- Hermès
- HSBC SA, một phần của tập đoàn HSBC Anh quốc
- Iliad
  - Free
- Infogrames
- JCDecaux
- Jean-Paul Gaultier
- Keolis

## L-Q
- Lacoste
- La Poste
- Lafarge
- Lagardère Group
  - Hachette
  - Hachette Filipacchi Media
  - Hachette Livre
- LOOK
- L'Oréal
  - Lancôme
- LVMH - sản xuất hàng xa xỉ, chủ sở hữu thương hiệu Louis Vuitton, Moët et Chandon, và Hennessy
- Mandriva
- Mecca-Cola
- Michelin
- Montagut
- Nicolas
- NYCO
- Pentalog
- Pernod Ricard
- Pierre Fabre Group
- PPR
- PSA Peugeot Citroën, với các nhãn hiệu:
  - Citroën
  - Peugeot
- Publicis
- Quantic Dream

## R-S
- RATP
- Renault
- SAFRAN
  - Snecma
- Saint-Gobain
- Salomon Group
  - Mavic
- Sanofi-Aventis - sáp nhập với Sanofi-Synthélabo và Aventis năm 2004
- Schlumberger Limited - sáp nhập với Netherlands Antilles
- Schneider Electric
- SFR
- SNCF
- SNCM
- Société Générale
  - Boursorama
  - SG Cowen
- Sodexho
- STMicroelectronics
- SUEZ

## T-Y
- Technip
- TF1 Group
- Thales Group
- Thomson
- Total
- Ubisoft
- Valtech
- Veolia Environnement
- VINCI
- Vivendi
- Yoplait

## Công ty cũ
Những công ty đã sáp nhập hoặc thay đổi tên hoặc phá sản:
- Aéropostale
- Aérospatiale-Matra
- Aventis - sáp nhập và trở thành Sanofi-Aventis
- Banque de l'Indochine - hiện là một phần của Crédit Agricole
- Company of One Hundred Associates
- Crédit Commercial de France, hiện nay HSBC SA một phần của tập đoàn HSBC Holdings plc
- Elf Aquitaine - hiện nay là một phần của Total
- Genset - hiện nay là một phần của Serono
- Matra, hiện nay là một phần của Lagardere
- Matra Marconi Space, đổi tên thành EADS Astrium
- SAGEM - sáp nhập với công ty SNECMA trở thành SAFRAN
- Sanofi-Synthélabo - sáp nhập và trở thành Sanofi-Aventis
- SNECMA Moteurs
- Thomson-CSF, hiện nay là một phần của Thales
- Vivendi - hiện tách ra thành 2 công ty Vivendi (trước đây là Vivendi Universal) và Veolia Environnement